# Comuna Moroziv, Dunaiivți
Moroziv (în ucraineană Морозів) este o comună în raionul Dunaiivți, regiunea Hmelnîțkîi, Ucraina, formată din satele Hamarnea, Huta-Morozivska și Moroziv (reședința).

## Demografie
Componența lingvistică a comunei Moroziv
     Ucraineană (99,22%)
     Alte limbi (0,78%)
Conform recensământului din 2001, majoritatea populației comunei Moroziv era vorbitoare de ucraineană (99,22%), existând în minoritate și vorbitori de alte limbi.